# Antonio Carreira
António Carrera, nació en Lisboa entre 1520 y 1530 y falleció entre 1587 y 1597 (probablemente alrededor de 1592 y 1594). Fue un compositor portugués del Renacimento y Maestro de la Capilla Real.

## Vida
António Carrera fue niño del coro, cantante de la Capilla Real, profesor de canto, compositor y maestro de la Capilla Real portuguesa, en Lisboa. Sus composiciones (fantasías, tientos, canciones) testifican su dominio perfecto del lenguaje contrapuntística. La totalidad de sus composiciones para órgano se encuentran en un manuscrito musical depositado en la Biblioteca General de la Universidad de Coímbra, el MM 242.
Las pocas obras vocales del Maestro de la Capilla Real se encuentran en manuscritos en tres bibliotecas: En la Biblioteca Nacional de Lisboa, en la Biblioteca General de la Universidad de Coímbra (BGUC), y en la Biblioteca Pública Municipal de Oporto (BPMP). Son ellas: Dicebat Jesus, 4vv; Ecce positus est, 5vv; Jesu redemptor, 4vv; Stabat mater, 4vv; Surrexit Dominus, 5vv, Te Deum, [incompleto], 4vv.
Una de las más interesantes y originales composiciones de Carrera es la Canción "Con qué la lavaré", en que el acompañamiento por el órgano de esta canción popular es escrito en la forma de "Intento". Esta composición se cuenta entre los primeros ejemplares portugueses de una canción con acompañamiento instrumental escrito.
Acerca de António Carrera, la páginas 70, de su tratado, nos dice Pedro Talesio (1618), Arte de Canto Llano con una breve instrucción, para los sacerdotes, diáconos, subdiáconos, y mozos de coro, conforme al uso romano, Coímbra, En la Impresión de Diogo Gómez de Loureyro, p. 70: “[...] según observó (entre otras cosas que excellentemente acentuó y reformó) Antonio Carreira, Maestro dignisímo que fue de la Capilla Real de Su Majestad en Lisboa, cuya opinión, como mejor y más segura, voy de ordinario siguiendo en la Instrucción del Presbítero, Diácono, Subdiácono, Mozos de Coro, y en la mayor parte de los Cantos Llanos que aquí se hallarán apuntados, que son los que me parecerán más necesarios pera el ornato, y perfección de este Arte presente, y para el ejercicio, y comodidad de todo Sacerdote y ministro Eclesiástico. Y todo conforme se usa generalmente en el Oficio Romano”.
Existen sin embargo tres músicos de nombre António Carreira. A. Carrera (ca. 1530- ca. 1594), maestro de la Capilla Real tuvo un hijo, con su nombre, que era Eremita de S. Agostín, e igualmente compositor. Se ignora la fecha de nacimiento, pero se sabe que murió en el Convento de la Gracia, en enero de 1599, víctima de la peste, y que guardaba el deseo de publicar las obras musicales de su padre. Sus piezas vocales están en un manuscrito titulado "Libro de San Vicente de Fora" (pertenece al fondo de este monasterio), así como en el MM 40 de la Biblioteca Pública Municipal de Oporto (BPMP). Son de él las siguientes obras: Gloria, laus, et honor, 4vv; Kyrie, 4vv; Misa ferial, 4vv; Pasión (Según S. Mateus), 4vv (también en el MM 40 de la BPMP); Pasión (Según S. Marcos), 4vv; Pasión (Según S. Lucas), 4vv; Pasión (Según S. João), 4vv (también en el MM 40 de la BPMP). Existen aún 7 piezas anónimas que le son atribuidas, en consonancia con el análisis estilístico.
Existe también un tercer António Carreira, o António Carreria Mourão (m. 1637) que era sobrino, del maestro de la Capilla Real. A Carreira Mourão le fue concedida la vicaría de San Vitorino, y es mencionado también como Maestro de Capilla de la Sede de Braga, en fecha de 6 de mayo de 1606.  Carreira Mourão fue Maestro en la Sede Catedral de Braga, y posteriormente en la Sede Catedral de Santiago de Compostela (dando entrada al servicio a 2 de julio de 1613). Habriá ocupado esta función hasta la fecha de su muerte, a 19 de marzo de 1637. Sabemos igualmente que Carreira Mourão (o Morán, en la españolización del apelido), era licenciado (tal vez por la Universidad de Coímbra, o por la Universidad de Évora), y que había ascendido a la dignidad de canónigo de la Catedral de Santiago. Tuvo cinco hijos, siendo cuatro religiosos (uno de ellos también llamado Antonio Carreira), excepto el primogénito. De Carreira Mourão nos llegaron dos motetes, conservados en la Sede Catedral de Santiago de Compostela.

## Discografía Mínima
Hora, Joaquim Simões de la (1994), Lusitana Musica: Órganos Históricos Portugueses: Évora y Oport, Volumen I, EMI Classics, AAD Digital remastering of LP 7497301 and LP 6540391, 777 7 547 55 2 4. [Contiene la grabación de 5 Piezas de Carreira].
Torrent, Montserrat (1971), Portugaliae Musica: Orgelwerke Des 16. Jahrhunderts: António Carrera, Manuel Rodrigues Coelho, Heliodoro de Paiva, Alemania, Archiv, [LP, vinil], [Contiene la grabación de 7 Piezas de Carreira], Notas de Programa del disco: Macario Santiago Kastner, Grabado en Évora (Portugal), Catedral, 26. 6. 1970, 
Órgano construido en 1562, Este disco fue hecho en colaboración con la Fundación Gulbenkian, Estudio Musikhistorisches de la Deutschen Grammophon Gesellschaft, Manufacturado por la Deutsche Grammophon, Hamburg, 
Imprimido en Alemania, Contraportada incluye notas en alemán, inglés y francés y registros del órgano, Número de Matriz (Lado La Run-out): ℗ 1971 A71 ◇V 00 2533 069 S1; Número de Matriz (Lado B Run-out): ℗ 1971 A71 ◇V 00 2533 069 S2.
Vaz, João (2002), António Carreira: Tentos y Fantasias, Portugaler, Audiopro Lda, Lisboa, Portugal, DDD 2004-2 SPA. [Contiene la grabación de 15 Piezas de Carreira].

## Lista de las Obras para Teclado de Antonio Carreira
1- Tiento a Cuatro en Fá 
2- Primer Tiento a Cuatro en Sol
3- Segundo Tiento a Cuatro en Sol
4- Tiento a Cuatro sobre el Villancico “Con qué la lavaré”
5- Primera Fantasía a Cuatro de 8.º Tono
6- Tiento a Cuatro en Ré
7- Tercer Tiento a Cuatro en Sol
8- Tiento a Cuatro de 2.º Tono
9- Canción a Cuatro Glosada [Esta Pieza está Anónima en el Manuscrito]
10- Tiento a Cuatro sobre un Tema de Canción
11- Segunda Fantasia a Cuatro de 8.º Tono [Esta Pieza está Anónima en el Manuscrito]
12- Fantasia a Cuatro en Allá-Ré
13- Cuarto Tiento a Cuatro en Sol
14- Otro Tiento a Cuatro de 8.º Tono sobre un Tema de Canción
15- Fantasia a Cuatro en Ré
16- Tercera Fantasia a Cuatro de 8.º Tono
17- Fantasia a Cuatro de 1.º Tono
18- Fantasia a Cuatro de 4.º Tono [Esta Pieza está Anónima en el Manuscrito]
19- Tiento con Cantus Firmus a Cinco
20- Ave Maria, a Cuatro [Esta Pieza está Anónima en el Manuscrito]
21- Sexti Toni, Fantasia a Cuatro
22- Tiento a Cuatro de 7.º Tono [Esta Pieza está Anónima en el Manuscrito]
23- Quartus Tonus, Fantasia a Cuatro
24- Obra a Cuatro sobre Cantus Firmus [Esta Pieza está Anónima en el Manuscrito]
25- Fabordões (8 Fabordões) [Esta Pieza está Anónima en el Manuscrito]
26- Tiento a Cuatro en Allá-Ré.